# Helmuts Balderis-Sildedzis
Helmuts Balderis-Sildedzis (tidligere Helmuts Balderis; født 31. juli 1952 i Riga i Lettiske SSR) er en pensioneret lettisk ishockeyspiller, der spillede højre wing.
Balderis spillede i den sovjetiske hockeyliga for Dinamo Riga (1969–77 og 1980–85) og CSKA Moskva (1977–80). Han var den førende målscorer i 1977- og 1983-sæsonerne, og blev årets spiller i 1977. Han var den bedste lettiske spiller i 1970'erne og 1980'erne og den mest produktive målscorer fra denne nation, med i alt 333 mål i den sovjetiske liga.
Balderis spillede for det sovjetiske landshold, og på den tabende side af Miracle on Ice-kampen ved Vinter-OL i 1980, men var med til at vinde VM i 1978, 1979 og 1983. Balderis repræsenterede Sovjetunionen ved fem VM i ishockey (1976–79 og 1983), samt Canada Cup i 1976 og Vinter-OL i 1980. Han blev kåret som bedste forward under VM i ishockey i 1977. Balderis blev ikke udtaget til det sovjetiske olympiske hold i 1984 og spillede kun i én stor international turnering efter han forlod CSKA Moskva for igen at spille for Dinamo Riga i 1980.
I 1985 gik Balderis på pension og blev træner i Japan. Han vendte tilbage som spiller i 1989, da sovjetiske spillere fik lov til at spille i National Hockey League. Balderis blev udvalgt under NHL Entry Draft i 1989 af Minnesota North Stars  i den 12. runde af 238 runder, hvor han spillede 26 kampe og scorede 3 mål med 6 assists. I en alder af 36, var Balderis den ældste spiller nogensinde udvalgt af et NHL-hold, og han var den ældste spiller, der scorede sit første mål. Balderis pensioneredes igen efter én sæson i Minnesota, men kom tilbage igen som spiller for anden gang, da Letland genvandt sin uafhængighed. Balderis spillede flere kampe for det nyoprettede lettiske landshold i 1992, hvor han som holdkaptajn scorede to mål. Senere coachede han landsholdet og fungerede som dets administrerende direktør. Han er i øjeblikket medlem af Letlands Ishockeyforbund.
I 1998 blev han optaget i IIHF International Hockey Hall of Fame. Siden den 11. oktober 2002 er Helmuts Balderis-Sildedzis Officer af Trestjerneordenen.